# The Best of Diane Schuur
The Best of Diane Schuur — второй сборник американской певицы и пианистки Дайан Шуур, выпущенный 21 октября 1997 года на лейбле GRP Records.

## Отзывы критиков
| Оценки критиков                   | Оценки критиков |
| Источник                          | Оценка          |
| --------------------------------- | --------------- |
| AllMusic                          | [ 1 ]           |
| The Encyclopedia of Popular Music | [ 2 ]           |

В рецензии AllMusic Стивен Томас Эрлевайн написал, что это прекрасная коллекция из самых популярных записей вокалистки для GRP, однако он счёл, что для коллекционеров и серьезных фанатов она не будет иметь никакой цели, но для новичков и любителей это идеальная покупка.

## Список композиций
1. «All Right, OK, You Win (I’m In Love with You)» (Мэйми Уоттс, Сидни Уич) — 3:07
2. «Try a Little Tenderness» (Джимми Кэмпбелл, Реджинальд Коннелли, Гарри Вудс) — 4:28
3. «Them There Eyes» (Масео Пинкард, Дорис Таубер, Уильям Трейси) — 3:46
4. «Sunday Kind of Love» (Барбара Белль, Анита Леонард, Луи Прима, Стэн Роудс) — 4:00
5. «Speak Low» (Огден Нэш, Курт Вайль) — 5:11
6. «Deed I Do» (Уолтер Хирш, Фред Роуз) — 2:19
7. «At Last» (Мак Гордон, Гарри Уоррен) — 5:13
8. «A Time for Love» (Джонни Мэндел, Пол Фрэнсис Уэбстер) — 5:41
9. «Blue Gardenia» (Лестер Ли, Боб Расселл) — 3:05
10. «New York State of Mind» (Билли Джоэл) — 5:19
11. «’Round Midnight» (Берни Ханиген, Телониус Монк, Кути Уильямс) — 6:35
12. «Stormy Monday Blues» (Боб Краудер, Билли Экстайн, Эрл Хайнс) — 3:04
13. «Deedles’ Blues» (Морган Эймс) — 3:27